# جیمز میلنر
جیمز فیلیپ میلنر (به انگلیسی: James Philip Milner) (متولد ۴ ژانویه ۱۹۸۶) بازیکن فوتبال اهل انگلستان است.
او تاکنون در تیمهای لیدز یونایتد، نیوکاسل یونایتد، استون ویلا، منچستر سیتی و لیورپول بازی کرده‌است و اکنون در باشگاه برایتون در لیگ برتر فوتبال انگلستان بازی می‌کند.
او همچنین ۶۱ بازی ملی برای تیم ملی فوتبال انگلستان انجام داده‌ و بیست و یک گل هم به ثمر رسانده است.

## نگارخانه

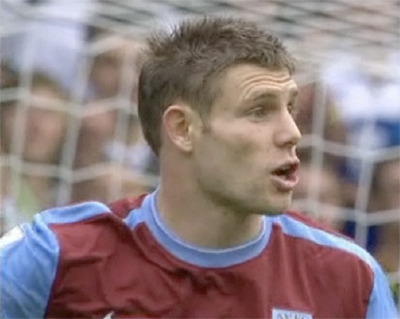
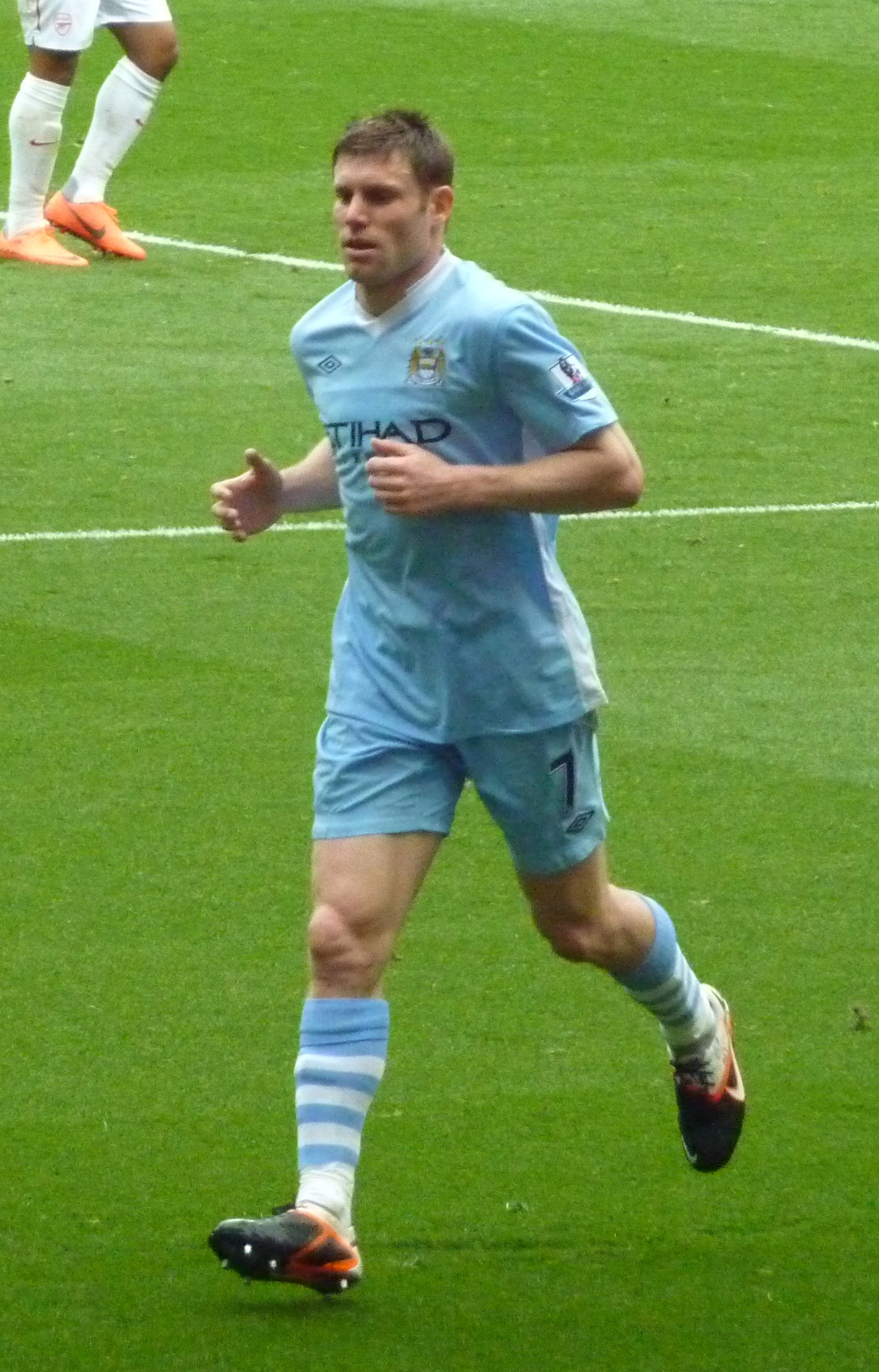

## آمار ملی

### بازی‌های ملی
| انگلستان | انگلستان | انگلستان | انگلستان |
| سال      | بازی     | گل       | پاس گل   |
| -------- | -------- | -------- | -------- |
| ۲۰۰۹     | ۶        | ۰        | ۱        |
| ۲۰۱۰     | ۹        | ۰        | ۲        |
| ۲۰۱۱     | ۸        | ۰        | ۰        |
| ۲۰۱۲     | ۱۱       | ۱        | ۱        |
| ۲۰۱۳     | ۱۰       | ۰        | ۱        |
| ۲۰۱۴     | ۹        | ۰        | ۴        |
| ۲۰۱۵     | ۴        | ۰        | ۰        |
| ۲۰۱۶     | ۴        | ۰        | ۰        |
| مجموع    | ۶۱       | ۱        | ۶        |

### گل‌های ملی
| شماره | تاریخ          | میزبان  | بازی ملی | حریف    | نتیجه | رقابت                  |
| ----- | -------------- | ------- | -------- | ------- | ----- | ---------------------- |
| ۱     | ۷ سپتامبر ۲۰۱۲ | کیشیناو | ۳۲       | مولداوی | ۵–۰   | مقدماتی جام جهانی ۲۰۱۴ |